# Isohypsibius schaudinni
Isohypsibius schaudinni är en djurart som tillhör fylumet trögkrypare, och som först beskrevs av Ferdinand Richters 1909.  Isohypsibius schaudinni ingår i släktet Isohypsibius och familjen Hypsibiidae. Inga underarter finns listade i Catalogue of Life.